# Шефский
Шефский — поселок в Путятинском районе Рязанской области. Входит в Песочинское сельское поселение

## География
Находится в северо-восточной части Рязанской области на расстоянии приблизительно 16 км на запад-юго-запад по прямой от районного центра села Путятино на правом берегу реки Пара.

## История
Поселок был отмечен на карте 1971 года как поселение с населением приблизительно 40 человек. Название дано по местному ручью.

## Население
Численность населения: 12 человек в 2002 году (русские 100 %), 8 в 2010.